# La Paloma Addition (Teksas)
La Paloma Addition je naseljeno mjesto za statističke potrebe u američkoj saveznoj državi Teksas. Prema popisu stanovništva iz 2010. u njemu je živjelo 330 stanovnika.